# Clemens von Jagow
Clemens Eugen Matthias von Jagow (* 14. Februar 1903 in Garches bei Paris; † 9. Juli 1993 in Lübeck) war Präsident des Landgerichts Lübeck von 1956 bis 1968.

## Leben
Clemens von Jagow war ein Sohn von Eugen von Jagow (1849–1905).
Zum 1. Mai 1933 trat Jagow in die NSDAP ein (Mitgliedsnummer 2.730.201). Im Jahre 1937 wurde er zum Landgerichtsrat in Lübeck ernannt. Der Präsident des Landgerichts Günther Rischau bescheinigte ihm eine eifrige Tätigkeit als Parteirichter, der auf dem Boden der Bewegung stehen würde. Nach Kriegsbeginn wurde er ab 2. September 1939 bis zum 1. Juli 1940 in die Wehrmacht eingezogen.
Nach dem Ausscheiden aus der Wehrmacht nahm er ab 16. Februar 1942 eine Tätigkeit als Beisitzer am Sondergericht Kiel auf. Anschließend wurde er zum Hilfsrichter am Oberlandesgericht Kiel ernannt, wobei er ab Juli 1942 auch als Personalreferent des Oberlandesgerichtspräsidenten Karl Martin arbeitete. Jagow galt dabei als „besonderer Günstling“ gleichermaßen der NSDAP und Martins. Die britische Militärregierung ordnete im Juli 1945 an, dass er den Justizdienst verlassen müsse.
Nachdem er im Juli 1948 im Zuge der Entnazifizierung als „Mitläufer“ eingeordnet wurde, konnte er auf Empfehlung des Oberlandesgerichtspräsidenten Gottfried Kuhnt wieder eine Position im Justizdienst aufnehmen. Im Zuge der sogenannten „Nachprüfung“ wurde er im Dezember 1948 als „Entlasteter“ bezeichnet. Der Staatssekretär Praetorius im Justizministerium von Schleswig-Holstein befürwortete gegenüber den Briten eine Position im Justizdienst, die den vormaligen Verhältnissen im NS-Regime entsprochen hätte.
So konnte Jagow am 1. März 1949 als Amtsgerichtsrat auf Lebenszeit wieder im Justizdienst anfangen. Aufgrund einer Entscheidung des Justizministers Rudolf Katz wurde Jagow am 1. Januar 1950 als Landgerichtsdirektor bestätigt. Der damalige Justizminister Waldemar Kraft berief Jagow 1952 ins Justizministerium, um dort die Personalabteilung zu übernehmen, die er bis 1956 leitete. Dabei hatte Jagow allerdings sich zusichern lassen, dass er Landgerichtspräsident werde könnte, wenn diese Stelle einmal nicht mehr besetzt wäre.
Infolge dieser Zusicherung konnte er am 1. Oktober 1956 den Dienst als Landgerichtspräsident in Lübeck bis zum Jahre 1968 ausüben. Während dieser Amtszeit wählte man ihn 1959 zum Vorsitzenden des Landesverbandes der Richtervereine in Schleswig-Holstein, womit er auch im Vorstand des Deutschen Richterbund einen Sitz hatte.
Jagow gilt als möglicher Mitwisser in der sogenannten Heyde/Sawade-Affäre. Der wegen seiner Beteiligung an den nationalsozialistischen Krankenmorden, der Aktion T4, polizeilich gesuchte Psychiater Werner Heyde hatte zwischen 1952 und 1959 unter dem falschen Namen Fritz Sawade für schleswig-holsteinische Gerichte Gutachten erstellt. Mehreren Justizangehörigen war dabei die wahre Identität Sawades bekannt. Nach der Verhaftung Heydes im November 1959 unterblieben Ermittlungen gegen Jagow.